# Dasypus
Dasypus là một chi trong họ Dasypodidae, Bộ Thú có mai (CINGULATA). Đây là chi duy nhất trong phân họ Dasypodinae và có các loài sau:
- Dasypus novemcinctus
- Dasypus septemcinctus
- Dasypus hybridus
- Dasypus sabanicola
- Dasypus kappleri
- Dasypus pilosus
- Dasypus bellus